# 藤森敬子
藤森敬子（ふじもり けいこ）は日本の警察官僚。

## 来歴
東京都出身。東京大学法学部卒業。東大法学部在学中に国家公務員一種試験（法律区分）を合格。2005年 警察庁入庁。2006年 警察庁警備局外事情報部外事課係長。外事警察に係る制度・施策の企画立案を行う。2015年8月13日 新潟県警察刑事部捜査第二課長。2017年3月10日 警察庁交通局交通指導課長補佐。地域警察に係る制度・施策の企画立案を行う。2018年4月1日 警察庁長官官房国際課長補佐。

## 略歴
- 2005年4月：警察庁入庁。
- 2006年：警察庁警備局外事情報部外事課係長。
- 2008年：留学（英国）。
- 2010年：警察庁生活安全局生活安全企画課係長。
- 2011年：産休・育休。
- 2013年：警察庁生活安全局地域課長補佐。
- 2015年8月13日：新潟県警察刑事部捜査第二課長[3]。
- 2017年3月10日：警察庁交通局交通指導課長補佐。
- 2018年4月1日：警察庁長官官房国際課長補佐。